# Cyrtanthus flammosus
Cyrtanthus flammosus là một loài thực vật có hoa trong họ Amaryllidaceae. Loài này được Snijman & Van Jaarsv. mô tả khoa học đầu tiên năm 1995.